# Parafia św. Małgorzaty w Starej Łomnicy
Parafia św. Małgorzaty w Starej Łomnicy znajduje się w dekanacie bystrzyckim w diecezji świdnickiej. Prowadzą ją sercanie biali. Była erygowana w XIV w. Jej proboszczem jest o. Józef Kuciński SSCC.

## Świątynie
- Kościół św. Małgorzaty w Starej Łomnicy

Kościół św. Mikołaja w Starkowie

- Kościół św. Mikołaja w Starkowie